# Aeglocryptus viridis
Aeglocryptus viridis là một loài tò vò trong họ Ichneumonidae.